# William Prout
William Prout, angleški kemik in zdravnik, * 15. januar 1785, † 9. april 1850.
Najbolj je znan po Proutovi hipotezi.